# François Porché
Pour les articles homonymes, voir Porché.
François Porché est un écrivain français, poète, dramaturge et critique littéraire, né le 21 novembre 1877 à Cognac et mort le 19 avril 1944 à Vichy.

## Biographie
Fils de Pierre-Louis Porché, commis-négociant à la naissance de son fils, et Marie Joséphine dite Léontine Dupond, François Porché a un frère aîné né l'année précédente : Alfred Porché, futur vice-président du Conseil d’État. François Porché fait ses études au lycée de Cognac, où il est le condisciple de Jérôme Tharaud. Il fait ensuite des études de droit à Paris (il obtient une licence) et y exerce la profession d'avocat pendant deux ans. À partir de 1902, il participe aux Cahiers de la Quinzaine aux côtés de Charles Péguy et d'Alain-Fournier. 
En 1907, il décide de quitter la France et part en Russie, où il enseigne comme professeur de littérature française en tant que membre de l'Alliance française de Moscou, ainsi que comme précepteur dans une riche famille. Ses traversées de la Russie durant quatre ans lui inspirent un premier recueil de poésies. Il revient en France en 1911 avec son épouse Ekaterina Gaïdoukoff et un fils, Wladimir. Il gardera toute sa vie l'amour de la Russie. 
Après avoir effectué son service militaire au 107e régiment d'infanterie à Angoulême en 1898-99, il est réformé en 1903 "pour affection organique du cœur". Ayant obtenu sa réintégration dans l'armée décembre 1912, il est mobilisé comme soldat au 94e régiment territorial d'infanterie et envoyé sur le front de Belgique (Yser) où il contracte une grave pneumonie qui crée des lésions tuberculeuses aux poumons conduisant à sa réforme en décembre 1914. Sa santé en sera altérée pour toujours et précipitera son décès précoce. Il compose néanmoins un Poème de la tranchée évoquant son expérience du conflit. Séparé d'Ekaterina, il épouse en 1923 Madame Simone, comédienne et femme de lettres, née Pauline Benda, l'ancienne compagne d'Alain-Fournier. Elle lui survivra pendant plus de quarante ans et illustrera le nom de Madame François Porché pendant soixante-deux ans. 
Après la guerre, il se lance dans l'écriture et la représentation de pièces de théâtre. Avec les événements mondiaux, son écriture et ses préoccupations deviennent de plus en plus politiques. Chroniqueur à  L'Illustration, il stigmatise à la fois l'américanisation et le communisme (Tsar Lénine, 1930). 
Il obtient une certaine renommée en écrivant sur les poètes « maudits » du siècle précédent (Baudelaire, surtout Verlaine) et de son siècle (Tristan Bernard). Il consacre également des études à Léon Tolstoï. À la suite de la publication de L'Amour qui n'ose pas dire son nom en 1927, il échange avec André Gide des lettres qui figurent désormais en annexe de Corydon.

## Œuvres
- À chaque jour consultable en ligne, Mercure de France (1904)
- Les Suppliants (1905)
- Au loin, peut-être… consultable en ligne, Mercure de France (1909)
- Humus et Poussière consultable en ligne, Mercure de France (1911)
- Prisme étrange de la maladie (1912)
- Le Dessous du masque consultable en ligne, Éditions de la Nouvelle Revue Française (1914)
- Nous consultable en ligne, Éditions de la Nouvelle Revue Française (1916)
- L'Arrêt sur la Marne consultable en ligne, Éditions de la Nouvelle Revue Française (1916)
- Le Poème de la tranchée consultable en ligne, Éditions de la Nouvelle Revue Française (1916)
- Les Butors et la finette, pièce en six tableaux en vers consultable en ligne, Éditions Émile-Paul Frères (1918)
- La Jeune Fille aux joues roses, Théâtre Sarah Bernhardt consultable en ligne, Éditions Émile-Paul Frères (1919)
- Soumission à la Vénus d'Arles, poème (9 pages), Mercure de France. no 547, 1er avril 1921 consultable en ligne
- Les Commandements du destin, Éditions Émile-Paul Frères (1921), édition en partie originale (reprend L'Arrêt sur la Marne et Le Poème de la tranchée plus des inédits)
- La Dauphine, comédie en 3 actes consultable en ligne, Éditions Émile-Paul Frères (1922)
- Sonates, Éditions Émile-Paul Frères (1923)
- Le Chevalier de Colomb, drame en 3 actes, Éditions Émile-Paul Frères (1923)
- Visite aux Canadiens français (1924)
- Chez nos frères du Canada (1925)
- Qu’est-ce que l’âme slave ? (1925)
- La Vierge au grand cœur, ou la Mission, les travaux et la passion de Jeanne d'Arc, pièce en 3 parties et 8 tableaux, mise en scène Simone Le Bargy, Théâtre de la Renaissance, 27 janvier 1925
- Paul Valéry et la poésie pure (1926)
- La Vie douloureuse de Charles Baudelaire, Plon (1926) [Ouvrage de référence]
- L'Amour qui n'ose pas dire son nom, Grasset (1927) [Ouvrage de référence]
- L'Évolution poétique de M. Henri de Régnier (1928)
- Humoristes, cubistes et surréalistes (1928)
- Transformation du monde (1928)
- Mirages de l'Argent (1929)
- Poètes français depuis Verlaine (1929)
- Tsar Lénine, mystère en trois actes et un épilogue, Flammarion (1930)
- Les Dernières Années de Verlaine (1932)
- Franc-Nohain poète ou l'esprit des choses (1932)
- La Jeunesse bourgeoise de Paul Verlaine (1932)
- La Race errante, drame en 3 actes et 6 tableaux, (1932)
- Tristan Bernard, auteur classique (1932)
- La Crise du théâtre (1933)
- Verlaine et sa vieille mère  (1933)
- Verlaine tel qu'il fut , Flammarion (1933) [Ouvrage de référence]
- Un roi, deux dames et un valet, pièce en 4 actes, d'après un récit inédit de Madame Simone (1935) ; Comédie des Champs-Élysées (1934)
- La Jeunesse de Léon Tolstoï, Flammarion (1935)
- Orage sur la Comédie-Française (1935)
- Portrait psychologique de Tolstoï (de la naissance à la mort), 1828-1910, Flammarion (1935) [Ouvrage de référence]
- Baudelaire : histoire d'une âme, Flammarion (1944)

## Distinctions
- Commandeur de la Légion d'honneur (chevalier par décret du 30 septembre 1920 et décoré le 10 mars 1922 par son frère Alfred Porché ; promu officier par décret du 3 février 1929 et décoré encore par son frère le 26 février 1929 ; promu commandeur par décret du 4 février 1938 et décoré le 25 mars 1938 par Edmond Sée)[2].
- Grand prix de littérature de l'Académie française (1923) pour l'ensemble de son œuvre [2],[6].

## Odonymes
- La rue François Porché à Angoulême[7],[8].
- La rue François Porché à Cognac (sa ville natale)[9],[10].